# Always Something There
Always Something There è un album di Stanley Turrentine, pubblicato dalla Blue Note Records nel 1968.

## Tracce
Lato A
1. (There's) Always Something There – 2:40 (Burt Bacharach, Hal David) – Registrato il 14 ottobre 1968 a New York (A&R Recording Studio)
2. Little Green Apples – 4:05 (Bobby Russell) – Registrato il 1º ottobre 1968 a New York (A&R Recording Studio)
3. When I Look into Your Eyes – 2:30 (Leslie Bricusse) – Registrato il 28 ottobre 1968 a New York (A&R Recording Studio)
4. Light My Fire – 3:05 (Jim Morrison, Ray Manzarek, Robby Krieger, John Densmore) – Registrato il 14 ottobre 1968 a New York (A&R Recording Studio)
5. Those Were the Days – 4:10 (Gene Raskin) – Registrato il 28 ottobre 1968 a New York (A&R Recording Studio)

Lato B
1. Stoned Soul Picnic – 4:00 (Laura Nyro) – Registrato il 28 ottobre 1968 a New York (A&R Recording Studio)
2. Home Town – 4:20 (Thad Jones) – Registrato il 28 ottobre 1968 a New York (A&R Recording Studio)
3. Song for Bonnie – 2:30 (Tommy Turrentine) – Registrato il 28 ottobre 1968 a New York (A&R Recording Studio)
4. Hey Jude – 5:10 (John Lennon, Paul McCartney) – Registrato il 14 ottobre 1968 a New York (A&R Recording Studio)
5. Fool on the Hill – 3:40 (John Lennon, Paul McCartney) – Registrato il 1º ottobre 1968 a New York (A&R Recording Studio)

## Musicisti
Stanley Turrentine with Orchestra
Brani A1, A4 & B4
- Stanley Turrentine  – sassofono tenore
- Jerome Richardson  – sassofono tenore, flauto, clarinetto
- Jerry Dodgion  – sassofono alto, flauto, clarinetto
- Burt Collins  – flugelhorn
- Jimmy Cleveland  – trombone
- Dick Berg  – french horn
- Brooks Tillotson  – french horn
- Herbie Hancock  – pianoforte
- Kenny Burrell  – chitarra
- Bob Cranshaw  – basso elettrico
- Mel Lewis  – batteria

Overdubbed:  
- 11 componenti della sezione archi incluso Gene Orloff (violino)  – archi
- Thad Jones  – arrangiamenti

Stanley Turrentine with Orchestra
Brani A2 & B5
- Stanley Turrentine  – sassofono tenore
- Jerome Richardson – sassofono tenore, flauto, clarinetto
- Jerry Dodgion  – sassofono alto, flauto, clarinetto
- Burt Collins  – flugelhorn
- Jimmy Cleveland  – trombone
- Dick Berg  – french horn
- Jim Buffington  – french horn
- Hank Jones  – pianoforte
- Barry Galbraith  – chitarra
- Bob Cranshaw  – basso elettrico
- Mel Lewis  – batteria

Overdubbed:
- 10 componenti della sezione archi incluso Gene Orloff (violino)  – archi
- Thad Jones  – arrangiamenti

Stanley Turrentine with Orchestra
Brani A3, A5, B1, B2 & B3
- Stanley Turrentine  – sassofono tenore
- Jerome Richardson  – sassofono tenore, flauto, clarinetto
- Jerry Dodgion  – sassofono alto, flauto, clarinetto
- Thad Jones  – tromba, arrangiamenti
- Burt Collins  – flugelhorn
- Jimmy Cleveland  – trombone
- Dick Berg  – french horn
- Jim Buffington  – french horn
- Herbie Hancock  – pianoforte
- Kenny Burrell  – chitarra
- Bob Cranshaw  – basso elettrico
- Mickey Roker  – batteria

Overdubbed:
- 12 componenti della sezione archi incluso Gene Orloff (violino)  – archi